# Sergio Navarro
Sergio Navarro (20 de fevereiro de 1936) é um ex-futebolista chileno. Ele competiu na Copa do Mundo FIFA de 1962, sediada no Chile.